# Diogo Pinheiro
Diogo Pinheiro ou Diogo Pinheiro Lobo, como também é referido em alguns documentos (Barcelos, c. 1437 — Tomar, julho de 1526) foi um prelado português, 1.º bispo do Funchal.

## Biografia
Era filho do Dr. Pedro Esteves e de sua mulher Isabel Pinheiro.
Foi Doutor in utroque jure, Desembargador do Paço e Petições, Dom Prior da Colegiada de Nossa Senhora da Oliveira de Guimarães de 6 de Janeiro de 1503 a 1513, Vigário-Geral da Ordem de Cristo, em Tomar, etc.
Tirou ordens de Epístola em Braga, já tardiamente, a 17 de Outubro de 1480, com cerca de 38 anos, sendo aí referido como "Doutor Diogo Pinheiro, filho do Doutor Pedro Esteves e sua mulher Isabel Pinheiro".
Foi comendatário de Carvoeiro, São Simão da Junqueira e Castro de Avelãs, capelão e fidalgo da Casa do 4.° Duque de Bragança D. Jaime I e depois de D. Manuel I e seu conselheiro.
Foi advogado do 3.° Duque de Bragança D. Fernando II, quando D. João II o condenou à morte (1483), tendo escrito então um manifesto em que pretendia mostrar a inocência do duque. Protestou energicamente contra as alegadas iniquidades do processo, o que fez com que perdesse as boas graças de D. João II.
D. Diogo Pinheiro culminou a sua carreira eclesiástica como 1.º Bispo do Funchal e, como tal, foi também Primaz das Índias, de 1514 a 1526.
Está sepultado em túmulo com as armas dos Pinheiro, na capela-mor da igreja de Santa Maria do Olival, em Tomar.

## Descendência
Teve duas filhas e um filho sacrílegos: 
- Beatriz ou Brites Pinheiro, segunda mulher de Manuel de Castro Alcoforado, senhor de Aguieira e de metade de Mourisca, com geração onde seguiu a posse desses dois senhorios, que depois passariam por casamento para os senhores da Honra de Barbosa.[3][4]
- D. Rodrigo Gomes Pinheiro (? - agosto de 1572), Bispo de Angra (1540 - 1552) e Bispo do Porto (1552 - 1572).[5]
- Isabel (ou Leonor) Pinheiro (? - 13 de Julho de 1563), casada com João de Sousa Homem, morgado e senhor de Bordonhos,[6] com geração nos Lopes de Sousa, onde seguiu a posse do senhorio.[2]